# Campionato sudamericano maschile di pallavolo 2023
Il campionato sudamericano maschile di pallavolo 2023 si è svolto dal 26 al 30 agosto 2023 a Recife, in Brasile: al torneo hanno partecipato cinque squadre nazionali sudamericane e la vittoria finale è andata per la seconda volta all'Argentina.

## Impianti
|                                                                                            |  |  |
|                                                                                            |  |  |
| Ginásio de Esportes Geraldo Magalhães Città: Recife Capienza: 15 000 Anno d'apertura: 1970 |  |  |

## Regolamento

### Formula
La formula ha previsto un girone all'italiana.

### Criteri di classifica
Se il risultato finale è stato di 3-0 o 3-1 sono stati assegnati 3 punti alla squadra vincente e 0 a quella sconfitta, se il risultato finale è stato di 3-2 sono stati assegnati 2 punti alla squadra vincente e 1 a quella sconfitta.
L'ordine del posizionamento in classifica è stato definito in base a:
- Numero di partite vinte;
- Punti;
- Ratio dei set vinti/persi;
- Ratio dei punti realizzati/subiti;
- Risultati degli scontri diretti.

## Squadre partecipanti
| Squadra   | Qualificazione      | Ultima partecipazione |
| --------- | ------------------- | --------------------- |
| Argentina | -                   | Brasile 2021          |
| Brasile   | Paese organizzatore | Brasile 2021          |
| Cile      | -                   | Brasile 2021          |
| Colombia  | -                   | Brasile 2021          |
| Perù      | -                   | Brasile 2021          |

## Torneo

### Risultati
| 26 agosto 2023 Ginásio Geraldo Magalhães, Recife Durata: 1h:19 - Spettatori: ? | Argentina | 3 - 0 | Colombia  | 25-16, 25-15, 25-22               |
| 26 agosto 2023 Ginásio Geraldo Magalhães, Recife Durata: 1h:21 - Spettatori: ? | Brasile   | 3 - 0 | Perù      | 25-18, 25-18, 25-11               |
| 27 agosto 2023 Ginásio Geraldo Magalhães, Recife Durata: 1h:52 - Spettatori: ? | Perù      | 1 - 3 | Colombia  | 25-19, 19-25, 17-25, 22-25        |
| 27 agosto 2023 Ginásio Geraldo Magalhães, Recife Durata: 1h:34 - Spettatori: ? | Brasile   | 3 - 0 | Cile      | 25-17, 25-18, 25-19               |
| 28 agosto 2023 Ginásio Geraldo Magalhães, Recife Durata: 1:30 - Spettatori: ?  | Cile      | 0 - 3 | Argentina | 19-25, 20-25, 15-25               |
| 28 agosto 2023 Ginásio Geraldo Magalhães, Recife Durata: 1h:35 - Spettatori: ? | Colombia  | 0 - 3 | Brasile   | 15-25, 24-26, 13-25               |
| 29 agosto 2023 Ginásio Geraldo Magalhães, Recife Durata: 1h:38 - Spettatori: ? | Perù      | 1 - 3 | Argentina | 16-25, 25-20, 9-25, 18-25         |
| 29 agosto 2023 Ginásio Geraldo Magalhães, Recife Durata: 2h:38 - Spettatori: ? | Colombia  | 3 - 2 | Cile      | 20-25, 27-25, 16-25, 25-23, 15-12 |
| 30 agosto 2023 Ginásio Geraldo Magalhães, Recife Durata: 2h:03 - Spettatori: ? | Cile      | 3 - 1 | Perù      | 25-17, 23-25, 25-16, 25-21        |
| 30 agosto 2023 Ginásio Geraldo Magalhães, Recife Durata: 1h:43 - Spettatori: ? | Brasile   | 0 - 3 | Argentina | 19-25, 27-29, 22-25               |

### Classifica
| Pos. | Squadra   | Pt | G | V | P | SV | SP | Ratio  | PF  | PS  | Ratio |
| ---- | --------- | -- | - | - | - | -- | -- | ------ | --- | --- | ----- |
| 1.   | Argentina | 12 | 4 | 4 | 0 | 12 | 1  | 12,000 | 322 | 241 | 1,336 |
| 2.   | Brasile   | 9  | 4 | 3 | 1 | 9  | 3  | 3,000  | 292 | 230 | 1,269 |
| 3.   | Colombia  | 5  | 4 | 2 | 2 | 6  | 9  | 0,666  | 302 | 344 | 0,877 |
| 4.   | Cile      | 4  | 4 | 1 | 3 | 5  | 10 | 0,500  | 316 | 332 | 0,951 |
| 5.   | Perù      | 0  | 4 | 0 | 4 | 3  | 12 | 0,250  | 277 | 362 | 0,765 |

## Classifica finale
| Pos | Squadra   | Rosa |
| --- | --------- | --- |
|     | Argentina | Formazione: 1 Sánchez, 3 Martínez, 4 Gallego, 7 Conte, 8 Loser, 9 Danani, 11 Armoa, 12 Lima, 13 Palacios, 15 De Cecco, 16 Kukartsev, 17 Vicentín, 18 Ramos, 22 Zerba, CT: Méndez                                 |
|     | Brasile   | Formazione: 1 de Rezende, 4 Pinto, 6 Cavalcante, 8 Honorato, 9 Leal, 14 Kreling, 15 Nascimento, 16 Saatkamp, 17 Hoss, 18 Lucarelli, 19 Roque, 21 de Souza, 23 Gualberto, 30 da Cunha, CT: Dal Zotto              |
|     | Colombia  | Formazione: 1 Ramos, 2 Piza, 3 Estupiñan, 5 Mosquera, 8 Mejía, 9 Caicedo, 10 Larrahondo, 11 Aponzá, 12 Medina, 13 Ambuila, 18 Jaramillo, 19 Mesa, 23 Aponzá, CT: Schmidt                                         |
| 4.  | Cile      | Formazione: 1 Villarreal, 2 Ibarra, 3 Araya, 4 T. Parraguirre, 5 V. Parraguirre, 6 Gago, 7 R. Albornoz, 8 S. Albornoz, 9 D. Bonačić, 10 Mardones, 11 Jadue, 16 Valenzuela, 17 Bravo, 18 K. Bonačić, CT: Nejamkin |
| 5.  | Perù      | Formazione: 1 Urueña, 2 Williams, 3 Patrón, 4 Blanco, 6 La Torre, 7 Romay, 8 Jaramillo, 9 Barbieri, 10 Despaigne, 11 Bustamante, 13 Bernaola, 18 Mendoza, 23 Seminario, 25 Morón, CT: Gala                       |

|  |  |  | Qualificata al campionato mondiale 2025. |

## Premi individuali
| Premio                 | Nome                | Squadra   |
| ---------------------- | ------------------- | --------- |
| MVP                    | Luciano Vicentín    | Argentina |
| Miglior palleggiatrice | Luciano De Cecco    | Argentina |
| Miglior opposto        | Alan de Souza       | Brasile   |
| Miglior schiacciatrice | Ricardo Lucarelli   | Brasile   |
| Miglior schiacciatrice | Vicente Parraguirre | Cile      |
| Miglior centrale       | Nicolás Zerba       | Argentina |
| Miglior centrale       | Daniel Aponzá       | Colombia  |
| Miglior libero         | Thales Hoss         | Brasile   |

## Statistiche
| Rendimento individuale | Rendimento individuale | Rendimento individuale | Rendimento individuale |
| Pos.                   | Nome                   | Punti                  | Squadra                |
| ---------------------- | ---------------------- | ---------------------- | ---------------------- |
| 1                      | Vicente Parraguirre    | 92                     | Cile                   |
| 2                      | Dušan Bonačić          | 60                     | Cile                   |
| 3                      | Gustavo Larrahondo     | 59                     | Colombia               |
| 4                      | Sebastián Blanco       | 44                     | Perù                   |
| 4                      | Eduardo Romay          | 44                     | Perù                   |

| Attacchi vincenti | Attacchi vincenti   | Attacchi vincenti | Attacchi vincenti |
| Pos.              | Nome                | Punti             | Squadra           |
| ----------------- | ------------------- | ----------------- | ----------------- |
| 1                 | Vicente Parraguirre | 84                | Cile              |
| 2                 | Dušan Bonačić       | 53                | Cile              |
| 3                 | Gustavo Larrahondo  | 48                | Colombia          |
| 4                 | Sebastián Blanco    | 42                | Perù              |
| 5                 | Eduardo Romay       | 40                | Perù              |

| Muri vincenti | Muri vincenti | Muri vincenti | Muri vincenti |
| Pos.          | Nome          | Punti         | Squadra       |
| ------------- | ------------- | ------------- | ------------- |
| 1             | Leiner Aponzá | 11            | Colombia      |
| 2             | Nicolás Zerba | 10            | Argentina     |
| 2             | Daniel Urueña | 10            | Perù          |
| 4             | Leandro Mejía | 9             | Colombia      |
| 5             | Agustín Loser | 7             | Argentina     |
| 5             | Bruno Lima    | 7             | Argentina     |
| 5             | Tomás Gago    | 7             | Cile          |

| Battute vincenti | Battute vincenti   | Battute vincenti | Battute vincenti |
| Pos.             | Nome               | Punti            | Squadra          |
| ---------------- | ------------------ | ---------------- | ---------------- |
| 1                | Felipe Roque       | 11               | Brasile          |
| 2                | Gustavo Larrahondo | 9                | Colombia         |
| 3                | Andrés Piza        | 7                | Colombia         |
| 4                | Yoandy Leal        | 6                | Brasile          |
| 5                | Ricardo Lucarelli  | 4                | Brasile          |